# 澳門夜間巴士路線
澳門夜間巴士路線，是以N開頭的巴士路線。目前一共有6條夜間巴士路線，全數只於00:00-06:00期間行駛，並由澳巴營運。
註：此頁面只紀錄澳門夜間巴士路線，並不包含在夜間時段服務的其他路線（如101X、701X路線）

## 歷史

### 初期構思
- 2006年年底，土地工務運輸局委託澳門理工學院，就澳門夜間巴士服務需求進行調查工作，該調查命名為《本澳夜間巴士服務需求調查》，研究對象主要是深夜或通宵輪班而需要以交通工具代步的人士。2007年2月16日，土地工務運輸局公佈調查結果，顯示出75%受訪者期望設立夜間巴士服務，當中，近80%從事夜班通宵工作的人士更對夜間巴士服務有較殷切的需求。大多數受訪者認為，如果能設立夜間巴士服務，約半數受訪者認為夜間巴士路線應建立在現行路線上，即延長部份巴士的服務時間，而約三成受訪者贊成夜間巴士只行走主幹馬路，大多數受訪者希望服務時間最少延長到04:00-06:00。調查報告建議，夜間巴士路線起點可考慮設在關閘馬路、祐漢街市或筷子基。如途徑北區及提督馬路近紅街市等小區可以每站上落客，但當途徑其他小區至娛樂場集中區則沒有需要站站停，站距可較大[1]。

### 2007年-2011年7月31日：兩巴（新福利、澳巴）聯營時期
- 2007年9月12日，土地工務運輸局宣佈於同年10月正式推出夜間巴士服務試驗計劃，以補充澳門對凌晨之後的夜間巴士服務需求，首條路線主要來往北區和中區，而試驗期為三個月。主要行經北區至中區，途經19個站點，服務時間為00:00-04:00，每隔18分鐘一班，由兩間巴士公司輪流開出，收費為2.5元，全程11.5公里。走線如下：
  - 去程由「白朗古將軍馬路」站開出，經巴波沙大馬路、勞動節大馬路、仙德麗街前往「亞馬喇前地」站
  - 回程由「亞馬喇前地」站，經友誼大馬路、黑沙環新街、蓮峰廟駛回「白朗古將軍馬路」站[2]

- 2007年9月17日，土地工務運輸局對有關夜間巴士服務的進展時作出表示，指由於巴士公司需要配備一定的後勤人員，待相關的準備工作就緒後，才可確定開辦的具體時間，預計於10月份內可推出；同時展開下一階段其他夜間巴士路線的研究工作[3]。

- 2007年10月1日，N1路線正式開設，為澳門首條夜間巴士路線，由新福利和澳巴聯營，首階段試驗期為三個月，運作時間為00:00-04:00。[4]

- 2008年4月1日，土地工務運輸局將N1路線延續三個月，並與兩巴探討將夜間巴士服務進一步延伸至氹仔的可行性。自N1路線推出後，由2007年10月至2008年2月期間，總載客量約有51,800人次，平均月載客量約為10,360人次，而平均每天載客量為340人次。[5]

- 2008年9月20日，N2路線推出，為第二條夜間巴士路線，服務範圍由澳門半島延伸至氹仔，營運時間為00:00-06:15，尾班車於05:00開出，總站設於白朗古將軍馬路，去程途經高士德、皇朝區、嘉樂庇總督大橋、氹仔市中心至臨時客運碼頭，回程則途經孫逸仙博士大馬路、嘉樂庇總督大橋、南灣區、荷蘭園、高士德、沙梨頭南街後，返回白朗古將軍馬路總站。該線繼續由新福利和澳巴聯營，首階段試驗期為三個月，走線全長26.5公里，往返車程分別需約30-34分鐘。[6]

- 2011年6月12日，配合澳門巴士路線調整進入第四階段，N1和N2路線總站遷往“沙梨頭北街／筷子基北灣”，同時調整N2路線之走線，回程途經筷子基社屋。[7][8]

### 2011年-2014年：新巴士模式實行 澳巴獨營所有夜間路線
- 2011年8月1日，新巴士模式正式實施，所有夜間巴士路線改由澳巴獨營；另外推出N3路線，服務範圍延伸至路環島。[9][10][11][12][13]

- 2012年6月1日，三條夜間巴士路線作出調整，其中N1路線分拆為N1A和N1B路線，延伸服務至新馬路、水上街市及提督馬路一帶；N2調整皇朝區內的走線；N3延長至新馬路、司打口和河邊新街，並調整至“媽閣總站”開出，另外於每年6月1日至8月31日期間設夏季線期間延長至竹灣海灘和黑沙海灘。[14][15][16][17]

- 2013年3月13日有關新校園搬遷座談會中，澳門大學與政府商討開設石排灣-澳大的夜間路線，隨後交通事務局在2013年5月12日公佈，計劃在2013年第三季開設石排灣-澳大的夜間路線。[18]

- 2013年3月17日，交通事務局表示將開闢1條夜間巴士路線由石排灣連接至外港碼頭的夜間路線， 有關路線會因應住戶遷入情況分階段投入運作。[19][20]

- 2013年12月6日，交通事務局局長汪雲表示，當時計劃爭取於2014年增設往返石排灣公屋群的夜間巴士路線（即現時的N5路線），走線亦計劃經過科大醫院及相應急診設施。[21]

### 2014年：珠澳口岸延長通關時間 新時代加入夜間路線
- 2014年10月4日，因應跨境工業區邊檢大樓計劃於每天00:00至07:00開放予中國大陸在澳門工作的勞務人員通關，交通事務局計劃增設“跨工區至筷子基北灣”夜間巴士路線（即現時的N4路線），讓乘客可乘車至筷子基北灣，再轉乘其他夜間巴士往返澳門各區。當時計劃該夜間巴士路線在清晨期間行經關閘總站，方便乘客可在關閘總站轉乘其他巴士路線前往澳門各區[22]。

- 2014年12月18日，配合珠澳跨境工業區夜間通關安排實施，N4路線開設，往返跨境工業區至筷子基北灣，服務時間為00:00-06:00，約12至20分鐘一班，由新時代營運。[23][24][25][26][27][28]另外，為配合路氹邊檢大樓實施24小時通關，N3路線來回程新增停靠「路氹邊檢大樓」站上落客。[29][30]

- 2015年9月1日，N4路線調整行程。往筷子基北灣方向改為行經工業園大馬路進入青洲河邊馬路後按原線行駛；此外，往青洲方向的總站由“跨境工業區”站調整至“工業園街”站。[31][32]

### 2015年-2017年：夜間巴士服務範圍擴展
- 2015年11月中旬，交通事務局回覆澳門立法會時任直選議員陳美儀書面質詢時表示，計劃短期內增設一條往返石排灣公屋群途經科大離島急診站及新口岸新填海區的夜間巴士路線（即現時的N5路線）。[33]

- 2015年12月1日，N5路線開設，往返石排灣至皇朝區，途經路氹主要的出入境口岸和科大醫院，每15分鐘一班，方便石排灣居民有需要時在深夜時份往返口岸或醫院。[34][35][36][37]

- 2016年3月29日，在交通咨詢委員會其中兩個專責小組之會議上，小組召集人引述交通事務局代表表示計劃調整N5路線行程駛入氹仔市區；同時計劃新增N6路線往返澳門大學新校區，方便澳大師生到氹仔就診或前往氹仔市區。[38]

- 2016年4月20日，為進一步優化澳門大學新校區巴士服務，N6路線開設，往返澳門大學至氹仔市中心，每20分鐘一班；另外，由於N5路線客量偏低，為發揮更大的營運效益，尤其服務氹仔其他住宅區域，並於同日起調整行程，改經路氹城、湖畔大廈、氹仔中央公園、海洋花園及亞馬喇前地，路線由循環線調整為雙向線。[39][40][41]

- 2017年10月28日，N2路線延伸服務範圍至南灣一帶，來回改為取道西灣大橋。[42]

### 2018年起：兩巴（新時代、澳巴）合併 澳巴再次獨營
- 2018年8月1日，新時代與澳巴合併，原本由新時代營運的N4路線同時改由澳巴營運，意味着所有夜間巴士路線再次回復由澳巴營運。[43]

- 2018年9月1日，N5路線由雙向線調整為循環線；N3路線調整行程，同時由雙向線調整至循環線，改取道西灣大橋往返澳門半島和氹仔，總站調整至亞馬喇前地[44]。

- 2020年1月29日至3月1日，配合澳門大學COVID-19防控工作，N6路線取消往返澳門大學新校區，總站臨時改設於蝴蝶谷大馬路總站。[45][46]

- 2020年，受COVID-19疫情影響，N3路線取消夏季線安排，後於2021年恢復。

- 2021年8月7日，為配合青茂口岸即將啟用和實施24小時通關，N1B和N2路線去程新增途經青茂口岸周邊，而N1A路線則來回途經該地區。[47][48]

- 2022年5月23日，因跨境工業區邊檢大樓通關時間調整，N4路線暫停服務。[49]

- 2023年6月10日起，因應夜間上下班需求，N5路線改經溜冰路一帶，暫不途經東亞運一帶。[50]後於8月26日起永久實施。

- 2023年9月27日，配合橫琴口岸二期新客貨車通道及澳門大學連接橫琴口岸通道橋開放啟用，口岸二期交通平台亦同步投入運作，N6路線改為取道該通道橋出入澳大校區，並延伸服務至橫琴澳方口岸、路氹連貫公路及路氹城大馬路，象徵着夜間巴士服務正式覆蓋至兩個24小時開放的珠澳出入境口岸。[註 1][51]

- 2023年12月2日起，為配合輕軌媽閣站即將開通，N3路線新增停靠「西灣湖景大馬路／媽閣交通樞紐」站。[52]

- 2023年12月16日起，配合離島醫療綜合體試運，N5路線新增停靠“澳門協和醫院／綜合服務大樓”站。[53]

- 2025年2月20日，運輸工務司司長譚偉文出席澳門立法會全體會議回應議員提問時表示，擬引入純電動巴士優先考慮於夜間路線使用。[54]

## 路線列表

### 正在營運中的路線
| 澳巴 | N1A | 筷子基北灣 | ↺ | 亞馬喇前地   |                   |
| 澳巴 | N1B | 筷子基北灣 | ↺ | 亞馬喇前地   |                   |
| 澳巴 | N2  | 筷子基北灣 | ↔ | 氹仔客運碼頭 |                   |
| 澳巴 | N3  | 亞馬喇前地 | ↺ | 路環市區     |                   |
| 澳巴 | N3  | 亞馬喇前地 | ↺ | 黑沙海灘     | 每年6-8月期間實施 |
| 澳巴 | N5  | 亞馬喇前地 | ↺ | 蝴蝶谷大馬路 |                   |
| 澳巴 | N6  | 澳門大學   | ↺ | 科技大學     |                   |

### 暫停服務或已取消的路線
| 澳巴 | N1 | 筷子基北灣 | ↔ | 亞馬喇前地 | 2012年6月1日  | 已取消路線 分拆為N1A和N1B路線             |
| 澳巴 | N4 | 工業園街   | ↔ | 筷子基北灣 | 2022年5月23日 | 暫停服務 因跨境工業區邊檢大樓調整通關時間 |

## 收費
- 澳門夜間巴士的收費與日間巴士相同。由於所有夜間巴士路線均不是快線，因此收費按照一般路線收費。

## 班次及路線臨時調整

### 增加班次

#### 元旦
在每年澳氹兩地舉行除夕倒數活動結束後，因應大量人流使用巴士服務，除延長部分日間巴士路線尾班車時間外，亦增加相應的夜間巴士路線班次。
- 2011年1月1日00:00至00:45，N2路線班次頻率由每20分鐘一班提升至每10分鐘一班，以疏導人流。[55]

- 2019年除夕夜，N3路線調整以大巴行駛，另外N3和N5路線於元旦日00:00-03:00期間加密班次[56][57]

#### 農曆新年
- N2路線於2011年00:00-03:00期間不定時加開特別班次。[58]

- 2015年-2019年之年初一00:00-02:30，N1A和N3路線班次頻率至13至15分鐘一班。[59]

- 2017年-2020年農曆年初一凌晨期間，N3路線由中巴臨時調整為大巴行駛。[60][61]

- 澳門農曆新年煙花表演舉行日（年初三、年初七及元宵節）期間，N3路線首班車提早至22:00開出，並因應人流情況適時於“海洋花園／玫瑰苑”站增加臨時班次。[62][63]

#### 中秋節
- 2011年，N1和N2的班次由原來每15至20分鐘一班，縮短至每12至14分鐘一班。[64]

- 2012年-2019年期間，N1A和N3路線於00:00至02:30加密班次。

- 另外，N3路線於中秋節期間延長服務至竹灣海灘及黑沙海灘，分別於2013年、2016年-2019年期間實施。[65][66][67]

#### 澳門國際煙花比賽匯演
- 2023年10月、2024年9至10月澳門國際煙花比賽匯演舉行日當天，N3路線首班車提早至22:00開出，並因應人流情況適時於“海洋花園／玫瑰苑”站增加臨時班次。[68][69]
- 受颱風小犬影響，原定2023年10月7日煙花場次延至10月9日舉行，上述臨時安排同樣原定延至當天實施、具體措施維持不變。[70]後來因天氣原因再度延期至10月11日舉行。[71][72][73]

#### 平安夜
- 2014年平安夜期間，N1A和N1B路線調整為大巴行駛。[74]

- 而在2019年或之前的平安夜00:00-02:30，N1A和N3路線班距為13-15分鐘一班，後再加密至每11至12分鐘一班。[75]

- 另外，N3路線曾於2019年平安夜期間延長服務至竹灣海灘及黑沙海灘。[76][77]

#### COVID-19疫情
- 2022年12月22日至27日，澳門COVID-19疫情感染人數上升，加上非該疾病引起的發熱及呼吸道症狀就診者逐漸增多，衛生局於澳門東亞運動會體育館C館增設夜間發熱門診。為方便有關人士就診，N5路線獲批准臨時提早至22:00開出。2022年12月28日，衛生局取消位於澳門東亞運動會體育館C館內的夜間發熱門診服務，N5路線恢復原來服務時間。[78][79][80][81]

### 減少班次
- 2020年初及2022年6月至7月，COVID-19疫情爆發初期或大規模疫情爆發期間，夜間路線班次減少。

- 2020年8月1日，所有夜間巴士路線減少班次至30或60分鐘一班。其後於9月1日起逐步恢復夜間路線班次。[82]

- 而2022年6月至7月期間，6‧18大規模COVID-19疫情爆發，而在該年7月11日至22日期間一度實施「相對靜止管理」措施，所有夜間路線雖正常服務，但改以“特別巴士專線”方式運作，乘客需出示「特許工作證」及澳門健康碼綠碼方能上車。[83][84]

### 大型活動期間臨時改道措施
澳門格蘭披治大賽車
- 在每年大賽車舉行期間，N1A、N1B和N2路線均分別改道行駛。[85]

| 營運商 | 路線 方向      | 詳細資料 |
| ------ | -------------- | --- |
| 澳巴   | N1A 亞馬喇前地 | 不經友誼大馬路（包括外港碼頭），取道東北大馬路、新雅馬路、羅理基博士大馬路，通過何賢公園行車天橋後返回原線行駛。     |
| 澳巴   | N1B 筷子基北灣 | 取道城市日大馬路途經皇朝區、高美士街，通過新口岸水塘、士多鳥拜斯、雅廉訪大馬路、俾利喇街及黑沙環馬路後返回原線行駛。 |
| 澳巴   | N2 筷子基北灣  | 取消停靠“葡京酒店”及“十月一號前地”站，臨時停靠“約翰四世大馬路／馬統領街”站。                                         |

“新馬路任我行”步行區試行計劃
- 在“新馬路任我行”步行區試行計劃舉行期間，由於新馬路全線封閉，N1A、N1B、N2和N3路線分別臨時改道及停靠安排。[86]

| 營運商 | 路線 方向      | 詳細資料 |
| ------ | -------------- | --- |
| 澳巴   | N1A 筷子基北灣 | 駛至“中區／殷皇子馬路”站後，取道南灣大馬路、區華利前地、何鴻燊博士大馬路等外圍道路、澳門旅遊塔、媽閣碼頭、河邊新街及內港客運碼頭後返回原線行駛。 |
| 澳巴   | N1B 亞馬喇前地 | 離開“栢港停車場”站後，改經粵通碼頭、司打口、河邊新街、澳門旅遊塔、何鴻燊博士大馬路、區華利前地、蘇亞利斯博士大馬路後返回原線。                   |
| 澳巴   | N2 筷子基北灣  | 臨時停靠“澳門旅遊塔”站。 |
| 澳巴   | N3             | 往返程取消途經新馬路、司打口及河邊新街，臨時取道南灣大馬路、區華利前地、何鴻燊博士大馬路及澳門旅遊塔。                                           |

## 備註
1. ↑  2014年12月18日至2020年8月18日期間，路氹邊檢大樓開放時間調整為24小時運作，N3路線往返程途經該邊檢站。2020年8月19日起，因原路氹邊檢大樓正式遷往橫琴口岸澳方口岸區，故此乘客在乘坐N3路線期間，於路氹城再轉乘24小時運作的701X路線再前往橫琴口岸澳方口岸區新聯檢大樓；直至2023年9月27日起，橫琴口岸二期及通道橋正式開放，才有夜間路線途經搬遷後的橫琴口岸澳方口岸區邊檢站。